# ドクトリン・ダーク
ドクトリン・ダーク（Doctrine Dark、D.ダーク）は、カプコン、アリカの対戦型格闘ゲーム『ストリートファイターEX』シリーズ、およびアリカの対戦型格闘ゲーム『ファイティングEXレイヤー』に登場する架空の人物。
担当声優は高木渉。

## 概要
かつてはガイルの部下だった、ドイツ系アメリカ人の青年。米軍特別戦闘部隊に所属していたが、ロレント率いる部隊との戦闘で敗北。部隊は彼以外全滅し、彼自身も重傷を負う。このことが原因でロレントとガイルへの復讐を誓い、彼はドクトリン・ダークと名乗り始める。本名はオルガー (Holger)。
ガイルへの復讐の理由は、彼が「上官なのに自分を鍛えてくれなかった」と思い込んでいるからである（ようするに一方的な逆恨み）。
『ストリートファイターV』の公式サイト「シャドルー格闘家研究所」の「キャラ図鑑」にて個人プロフィールが明かされた。出身国の設定については、『EX』のバックストーリーでは「ドイツ系でありながらアメリカを祖国と慕う」と記載されており、ムック『ストリートファイターぴあ』ではドイツ、『V』の「キャラ図鑑」ではアメリカと表記が割れている。
『ファイティングEXレイヤー』では、ガルダの強者怨に取り憑かれた影響で心を失い、強氣の虜となって強者の命を求めて彷徨い続けている。

### 松田聖子のファン
アーケードゲーム雑誌『ゲーメスト』の読者が本誌に投稿したハガキに、ダークが松田聖子の大ファンとして描かれている。掲載されたハガキの内容は、ダークがゲーム中に載せるポートレートの撮影に臨む際に、順番待ちをしている人物が聖子の離婚騒動を口にし、それを小耳に挟んでしまったことで「うっウソだろっ!?聖子ちゃんが!?」と心中で表情が崩れてしまうほどの衝撃を受けてしまい、その時の表情がポートレートとして採用されてしまうというもの。
ゲーム雑誌に掲載された単なる読者の非公式なキャラ付けに過ぎなかったが、『ストリートファイター』の公式サイトが2017年4月1日のエイプリルフール企画で公開した『QUIZ ストリートファイター学園』にて、ダークに関する問題の選択肢に「聖子ちゃん」が表示されていたり、アリカ設立25周年を記念して配信された『ファイティングEXレイヤー』の公式LINEスタンプにも、件の台詞を吐きながら衝撃の表情を浮かべるダークが並んでいるという、投稿ハガキでのネタを意識したものになっている。なお、このスタンプの日本版のみ、アリカ副社長の三原一郎の進言によって追加されている。

## ゲーム上の特徴
設置型の爆弾「EX-プロシブ」を絡めた起き攻めと待ちが持ち味。必殺技に癖があるため対戦時のキャラクター相性に差があるが、牽制と立ち回りを使いこなせれば強い。
『EX plus α』までは中攻撃→DARKワイヤーが繋がらなかったため、『EX』のキャラクターの中では弱い部類に入っていた。しかしながら、相手の起き上がりにEX-プロシブを重ね、ガードブレイクを出すと連続ガード（HIT）を迫ることができるという強力な連係を持ち合わせてもいた。『EX2』ではDARKワイヤーが中攻撃から繋がるようになり、強力なキャラクターとなる。『EX2 PLUS』では、『EX2』から主要箇所を弱体化され、標準的な強さとなる。

## 各種技の解説

### 通常技
ここでは『ストEX PLUS α』での技名称を掲載。なお、立ち状態の遠近およびジャンプ状態の垂斜の区別はない。
| 操作     | 立ち           | しゃがみ          | ジャンプ       |
| -------- | -------------- | ----------------- | -------------- |
| 弱パンチ | DARKジャブ     | DEATHジャブ       | HELLジャブ     |
| 中パンチ | DARKエルボー   | DEATHストレート   | HELLストレート |
| 強パンチ | DEATHフック    | DARKアッパー      | HELLストレート |
| 弱キック | DARKハイキック | DEATHキック       | KILLニー       |
| 中キック | DARKニー       | DEATHサイドキック | KILLキック     |
| 強キック | DEATHスイング  | DARKスピンキック  | KILLニール     |

### 投げ技
DEATHモーメント
アーケード版では相手の背後に回りブレードで首を切り裂き攻撃する技。コンシューマー版では表現上の問題（残酷表現の規制）で火薬を相手の首につけて爆発させるものとなっている。アーケード版の『EX2 PLUS』も基板によっては斬り付けではなく爆発になっている。なお、コンシューマー版の「DEATHモーメント」は本来の「DEATHモーメント」と同じ動きでブレードが無いため、ダークが相手キャラクターの首近くで腕を動かすと相手が燃えてダメージを受ける、といった投げ技になっている。『EXレイヤー』で再実装され、こちらではブレードによる電撃を流し込むものになっている。
DARKスロー
相手の胸倉を掴み、後ろに倒れこみながら投げ飛ばす巴投げ。『EXレイヤー』では倒れ込む際に体の向きを変えて前方に投げ飛ばす。

### 特殊技
KNIFEナイトメア
ナイフで切りつける中段技。
DEATHスピンキック
回し蹴りを放つ。リーチが長いので牽制に使えるが発生が少々遅い。
SHUDDERブレード
ガードブレイクまたはハードアタック技。大きく後ろへ反った後に両手でナイフを構えながら前進する。

### 必殺技
DARKワイヤー
ワイヤーを伸ばし、相手の動きを封じる技。『EX plus α』までは発生が遅く、中攻撃から繋がらなかったが、『EX2』からは繋がるようになった。
ヒットさせた後、以下の技に派生する。『EX plus α』までは追加入力を行わないと一定時間でワイヤーが切れてしまう。
DARKスパーク
敵に繋いだワイヤーを導線にして火薬を爆発させる。『EX plus α』までは追加入力後に発動、『EX2』以降は放置していると一定時間で自動発動する。
DARKホールド
ワイヤーを引っ張って相手を自分に引き寄せる。追加入力で発動し、引き寄せた相手はよろめくためそこから追撃することが可能。
KILLブレード
斜め前に飛んでブレードで攻撃する対空技。『EX plus α』まで使用可能な技。『EX2』以降は削除されたが、『EX3』ではモメンタリーコンボとなって復活した。
KILLワイヤー / DARKディフェンダー
斜め上に向けてワイヤーを伸ばす対空技。ヒットした相手はそのまま落ちてくる（落ちてくるスピードは技の強弱で変化）のでそこに追撃が可能。「KILLブレード」に代わって『EX2』から追加された。『EXレイヤー』で技名が変更された。
EX-プロシブ
前方の地面に向けて爆弾を設置する技。相手がその地点に来た瞬間、あるいは一定時間で爆発する。押したキックボタンによって、爆発するまでの時間が異なる（弱は短く、強は長い）。

### スーパーコンボ
KILLトランプ / DARKナイフ
「KILLブレード」を2連発する技。発生、無敵時間、リーチが優秀な技。『EX2』以降は必殺技に無敵時間のあるものが無くなったダークには対空や割り込みなどで重宝するが、ガードされると技後が隙だらけになってしまい、反撃必至。『EXレイヤー』で技名が変更された。
DARKシャックル
前進しながらブレードによる連続攻撃を繰り出した後、6段目が地上ヒットすればブレードを相手に突き刺し、倒したところへ「EX-プロシブ」で攻撃する技。6段目が地上ヒットしないと7段目に移行せず（『EX3』では6段目が地上ヒットしていても距離が離れていると7段目に移行しない）、ダメージがかなり落ちる。ただし、ガードさせれば確定反撃は無い。
EX-プロミネンス
『EX2』から追加されたスーパーコンボ。「EX-プロシブ」の強化版。爆弾が着地した瞬間に火柱のような爆発が巻き起こり、巻き込まれた相手は上空へ跳ね上げられる。跳ね上がっている間追撃が可能（落ちて来る間は追撃不可）。
DEATHトラップ
『EX2 PLUS』から追加されたメテオコンボ。ワイヤーを伸ばし、動きを封じた相手を引き寄せ、飛び越えざまに背中に爆弾を設置して爆発させる。ワイヤーが地上にいる相手にヒットしなかった場合、技は発動しないほか、ガードされたりワイヤーがヒットしないと隙だらけであったりと他のキャラクターのメテオコンボと比べ使い所が難しい。単発ではなく「DARKワイヤー」からキャンセルをかけると確実に（相手との距離がどんなに離れていても）ヒットするが、その場合はダメージが激減する。

## 登場作品
- 対戦型格闘ゲーム
  - 『ストリートファイターEX』シリーズ（全作品）
  - 『ファイティングEXレイヤー』